# Пяново-Барґли
Пяново-Барґли (пол. Pianowo-Bargły) — село в Польщі, у гміні Насельськ Новодворського повіту Мазовецького воєводства.
Населення — 28 осіб (2011).
У 1975-1998 роках село належало до Цехановського воєводства.

## Демографія
Демографічна структура станом на 31 березня 2011 року:
|          | Загалом | Допрацездатний вік | Працездатний вік | Постпрацездатний вік |
| -------- | ------- | ------------------ | ---------------- | -------------------- |
| Чоловіки | 20      | 5                  | 13               | 2                    |
| Жінки    | 8       | 1                  | 5                | 2                    |
| Разом    | 28      | 6                  | 18               | 4                    |